# Kilpin
Kilpin är en ort och civil parish i Storbritannien.   Den ligger i kommunen East Riding of Yorkshire och riksdelen England, i den sydöstra delen av landet, 250 km norr om huvudstaden London. Kilpin ligger 3 meter över havet och antalet invånare är 339.
Terrängen runt Kilpin är mycket platt. Runt Kilpin är det ganska tätbefolkat, med 139 invånare per kvadratkilometer. Närmaste större samhälle är Skelton, 0,99 km sydväst om Kilpin. Trakten runt Kilpin består till största delen av jordbruksmark.